# Chaenopsis roseola
Chaenopsis roseola är en fiskart som beskrevs av Philip A. Hastings och Robert L. Shipp, 1981. Chaenopsis roseola ingår i släktet Chaenopsis och familjen Chaenopsidae. Inga underarter finns listade i Catalogue of Life.